# Municipio de Guilford (Indiana)
El municipio de Guilford (en inglés: Guilford Township) es un municipio ubicado en el condado de Hendricks en el estado estadounidense de Indiana. En el año 2010 tenía una población de 27844 habitantes y una densidad poblacional de 299,24 personas por km².

## Geografía
El municipio de Guilford se encuentra ubicado en las coordenadas 39°40′33″N 86°23′00″O / 39.67583, -86.38333. Según la Oficina del Censo de los Estados Unidos, el municipio tiene una superficie total de 93.05 km², de la cual 92.36 km² corresponden a tierra firme y (0.74%) 0.69 km² es agua.

## Demografía
Según el censo de 2010, había 27844 personas residiendo en el municipio de Guilford. La densidad de población era de 299,24 hab./km². De los 27844 habitantes, el municipio de Guilford estaba compuesto por el 90.68% blancos, el 4.98% eran afroamericanos, el 0.15% eran amerindios, el 1.78% eran asiáticos, el 0.01% eran isleños del Pacífico, el 0.99% eran de otras razas y el 1.4% pertenecían a dos o más razas. Del total de la población el 2.7% eran hispanos o latinos de cualquier raza.